# Fedro

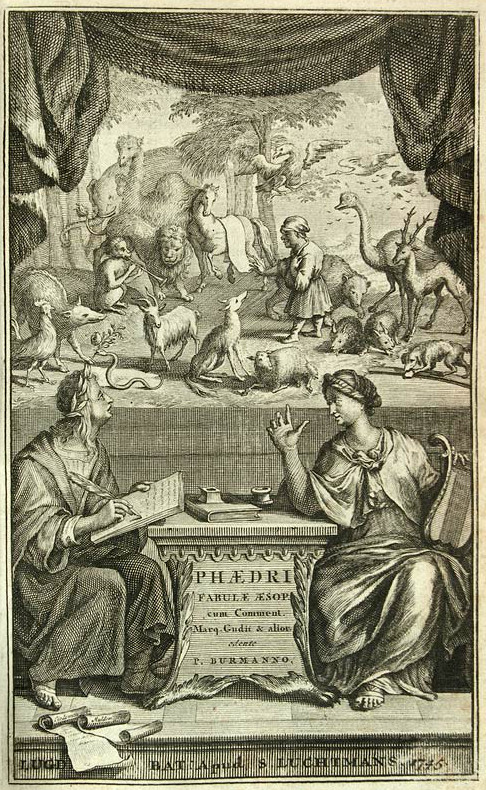
Gravura de autor desconhecido, que ilustra uma edição de 1745 das Fábulas de Fedro, publicada por Luchtmans and Son, na cidade de Leiden, Alemanha.

Fedro foi um fabulista romano (século I d. C.) nascido na Macedônia, Grécia. Filho de escravos, foi alforriado pelo imperador romano Augusto. Seu nome completo era Caio Júlio Fedro (latim: Gaius Iulius Phaedrus).
A fábula, por ser uma pequena narrativa, serve para ilustrar algum vício ou alguma virtude e termina, invariavelmente, com uma lição de moral. A grande maioria das fábulas retrata personagens como animais ou criaturas imaginárias (criaturas fabulosas), que representam de forma alegórica os traços de caráter (negativos e positivos), de seres humanos.
Coube a Fedro, quando se iniciou na literatura, enriquecer estilisticamente muitas fábulas de Esopo, a quem se referia como criador do gênero da fábula. Todas essas fábulas não estavam escritas, mas transmitidas oralmente, com o objetivo de o ensino, a fixação e a memorização dos valores morais do grupo social. Deste modo, Fedro, como introdutor da fábula na literatura latina, redigia suas fábulas, normalmente sérias ou satíricas, tratando das injustiças, dos males sociais e políticos, expressando as atitudes dos fortes e oprimidos, mas ocasionalmente breves e divertidas, explicando-nos, todavia, porque teve tanto sucesso, séculos depois, pela sua simplicidade, na Idade Média.
Fabulista da época dos imperadores Tibério e Calígula, no primeiro século da era cristã, e seguidor de Esopo, Fedro fez a sátira dos costumes e das personagens de sua época. Por isso, com o grande incômodo que causaram as suas críticas, acabou sendo exilado. Nesta época, com a morte de Augusto, em 14 d.C., e a ascensão de Tibério, a monarquia tornou-se um verdadeiro despotismo, sufocando toda a aspiração de literatura e de independência. Publicou cinco livros de fábulas esópicas, com prováveis alusões aos acontecimentos de sua vida.
A antiga sociedade romana estava dividida praticamente em três classes: patrícios, plebeus e, a classe da qual Fedro deve sua origem, os escravos, que compreendia a população recrutada entre os derrotados de guerra, considerados instrumentos de trabalho, sem nenhum direito político.
Na fábula "O lobo e o cordeiro", Fedro parece ter se baseado nesses acontecimentos de sua época para, ao final, como lição de moral dizer que "esta fábula foi escrita por causa daqueles homens que oprimem os inocentes com pretextos falsos".

## Obras
Fábulas de Fedro (1752)
II cervo alla fonte
La rana e il bue